# Hildur Dixelius
Hildur Emma Euphrosyne Dixelius, född 14 oktober 1879 i Nederkalix församling, död 19 augusti 1969 i Finja, var en svensk författare. 
Dixelius utgav romaner och noveller, de flesta med motiv från den norrländska landsbygden, vilka kännetecknas av allvar, naturlighet och en folkpsykologisk blick. Mest känd bland hennes verk är trilogin Prästdottern (1919), Prästdotterns son (1921) och Sonsonen (1922), vilken har översatts till många språk under titeln Sara-Alelia. Bland övriga verk märks debutromanen Barnet (1910), novellsamlingarna En mesallians (1916), Drömmen (1917) och Far och son (1918). Hennes senare romaner som Synderskan (1925), I bojor (1926) och Ragnar och Lola (1929) är starkt präglade av intresse för psykoanalytiska problem. Ett socialt drama, Mördaren, uppfördes i Stockholm 1928. Hennes sista bok blev Stormansfru och helgon : Birgittanoveller, utgiven 1951.
Dixelius var dotter till kyrkoherden Johan Dixelius och Euphrosyne Rosenius samt dotterdotter till kyrkoherden Erik Anders Rosenius. Hon gifte sig första gången 1902 med järnvägsläkaren Johan Brettner och andra gången från 1923 med professor Ernst von Aster.